# Pseudodistomidae
Pseudodistomidae es una familia de tunicados perteneciente al orden Aplousobranchia.
- Anadistoma Kott, 1992
- Citorclinum Monniot y Millar, 1988
- Pseudodistoma Michaelsen, 1924